# 凡尔登站
凡尔登站，是法国的一个铁路车站，位于法国城市凡尔登。

## 位置
凡尔登站位于凡尔登市区的北部。车站大致呈西南-东北走向，开口朝东南。

## 设施
凡尔登站设有人工售票窗口和自动售票机，站前设有社会车辆停车场。

## 建筑
凡尔登站的主站房由居斯塔夫·埃菲尔设计。2016年进行了大规模的翻新，以纪念凡尔登战役100周年。

## 线路
凡尔登站原为一个区域性的铁路枢纽，后因这一地区人口数量减少，前往多个方向的铁路均已废弃，现仅保留前往阿贡当日方向的铁路，并可连接前往梅斯方向。
凡尔登站以南大约30公里为默兹TGV站，通过该站乘坐TGV前往巴黎仅需1小时。凡尔登站每天开行前往默兹TGV站的摆渡大巴车，其车票可与SNCF车票联程购买。

## 停靠线路
以下列车线路在凡尔登站停靠：
| 凡尔登站列车线路表                 |      |          |        |              |
| 线路                               | 车种 | 上一站   | 下一站 | 大致运行频率 |
| 凡尔登—孔弗朗-雅尔尼/阿贡当日/梅斯 | TER  | （起点） | 埃坦   | 每天3~7趟    |
| 凡尔登—南锡                        | TER  | （起点） | 埃坦   | [ 註 1 ]     |
| 1.                                 |      |          |        |              |

## 配套交通

### 长途客车
| 停靠凡尔登站的大巴车 |                     | |
| 上下车地点           | 运营单位            | 主要目的地 |
| 凡尔登站门口         | 默兹省城际客运 RITM | 默兹TGV站 巴勒迪克、科梅尔西、莱西斯莱泰、皮埃讷、布利尼、多马里巴龙库尔                                             |
| 凡尔登站门口         | SNCF                | 香槟沙隆、圣梅内乌尔德、孔弗朗-雅尔尼、梅斯 （当某条铁路线施工或罢工时，SNCF可能也会提供途径该线路沿途站点的大巴车） |
| 1. 2. 3.             |                     | |

### 市内交通
| 凡尔登站附近的市内公共交通线路 |              |               |
| 公交车站名称                   | 位置         | 停靠线路      |
| Gare SNCF                      | 凡尔登站门口 | 1路、2路、3路 |
| 1.                             |              |               |

## 临近车站
| 凡尔登站（Gare de Verdun）     |                                |                 |
| 上行车站                       | 线路                           | 下行车站        |
| （已关闭）（起点）             | 圣蒂莱尔欧唐普勒－阿贡当日铁路 | 埃坦站 → 21.8km |
| - 本表仅显示运营中的线路及车站 |                                |                 |